# Imaginarni (2024.)
Imaginarni (eng. Imaginary) je nadolazeći američki nadprirodni horor film redatelja i producenta Jeffa Wadlowa, a napisali su ga Wadlow, Greg Erb i Jason Oremland. U filmu glume DeWanda Wise, Tom Payne, Taegen Burns, Pyper Braun, Veronica Falcón i Betty Buckley. Producirao ga je Jason Blum putem svog studija Blumhouse Productions i Tower of Babble, a distributer je Lionsgate.
Film bi trebao biti objavljen 8. ožujka 2024.

## Radnja
Kad se Jessica vrati u svoj dom iz djetinjstva, pronalazi svog plišanog medvjedića Chaunceyja, kojeg njezina pokćerka Alice zavoli. Kako dani prolaze, Alicino ponašanje postaje čudno i neobično, dok njezine igre postaju sve zlokobnije i uznemirujuće. Jessica tada počinje sumnjati da medvjed ima negativan utjecaj na djevojčicu.

## Glumačka postava
- DeWanda Wise kao Jessica
- Pyper Braun kao Alice
- Tom Payne
- Betty Buckley
- Taegen Burns
- Matthew Sato
- Verónica Falcón
- Dane DiLiegro

## Produkcija
Veljače 2023., Deadline Hollywood izvijestio je da je Lionsgate stekao svjetska prava na Blumhouse-ov horor film, Imaginarni. Film su napisali i režirali Jeff Wadlow, zajedno s Gregom Erbom i Jasonom Oremlandom. S procijenjenim proračunom (prije poreznih poticaja) od 13 milijuna dolara, glavna fotografija odvijala se u New Orleansu od svibnja do kraja lipnja 2023. godine.

## Distribucija
Lionsgate bi trebao film u kinima objaviti 8. ožujka 2024., nakon što je datum promijenjen od 2. veljače 2024.

### Promocija
U studenom 2023. objavljen je prvi najavni trailer prije početka filma Pet noći kod Fredija (Five Nights at Freddy's), još jedan od Blumhouse horor filma. Isječak je bio zapažen, jer je najava pozvala publiku da zatvori oči i "zamisli" što se događa kroz 7.1 surround zvuk zvuka. Razvijen kao marketinška tehnika, studio je predvidio da će mašta publike biti jednako zastrašujuća kao i standardna najava.

## Vanjske poveznice
- Službena stranica – Arhivirana inačica izvorne stranice od 13. veljače 2024. (Wayback Machine)
- Imaginarni u internetskoj bazi filmova IMDb-a